# Al-Hakim und der reiche Kaufmann

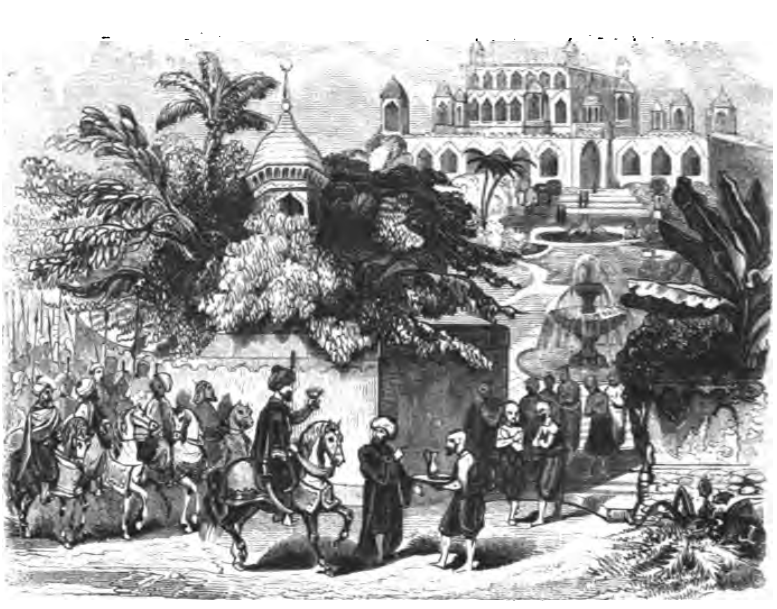
Al-Hakim trifft auf den Kaufmann.

Al-Hakim und der reiche Kaufmann ist ein orientalisches Märchen aus den Geschichten aus Tausendundeiner Nacht. In der Arabian Nights Encyclopedia wird es als ANE 120 gelistet.
Es ist eine Kurzgeschichte, als deren Hauptperson der fatimidische sechste Kalif al-Hakim (996–1021) auftritt.

## Handlung
Es wird erzählt, dass einst der Kalif al-Hakim mit großen Gefolge ausritt. Dabei bat er einen reichen, von vielen Dienern und Sklaven umgebenen Mann, ihm etwas zu trinken zu geben. Dieser bat den Kalifen stattdessen in seinem Garten einzukehren, woraufhin dieser jeweils einhundert Matten, Schüsseln mit Früchten und Süßspeisen herbeibringt. Al-Hakim fragte überrascht, ob er denn gewusst habe, dass er als Kalif ihn besuchen werde oder wie er sonst so schnell so viele Güter habe herbeiholen können, woraufhin der Kaufmann erklärte, dass er einhundert Sklavinnen besitzt, und sie von ihrer Speise etwas abgaben. Al-Hakim freute sich, dass seine Untertanen solchen Wohlstand besitzen und ließ aus seiner Schatzkammer alle in diesem Jahr geschlagenen Drachmen – insgesamt 3,7 Millionen – holen und schenkte sie dem Kaufmann. Dann ritt er mit seinem Gefolge wieder davon.

## Hintergrund
Die Geschichte findet sich in den ägyptischen Manuskripten und den frühen arabischen Druckausgaben von Tausendundeine Nacht. Gustav Weil griff auf die Bulaq-Edition zurück, Richard Francis Burton auf die Kalkutta-II-Ausgabe.

## Rezeption
Die Geschichte findet sich außerhalb von Tausendundeine Nacht-Editionen in Halbat al-kumayt von al-Nawadschi (gest. 1455) und in I'lam al-Nas (Nr. 204) von Muhammad Diyab al-Atlidi (17. Jahrhundert).

## Ausgaben
- Gustav Weil: Tausend und eine Nacht – Arabische Erzählungen, Karl Müller Verlag, Erlangen 1984 (Erstausgabe 1839), Band 4, S. 68f. (Bulaq-Edition)
- Enno Littmann: Die Erzählungen aus den tausendundein Nächten, Insel Verlag, Frankfurt 1968, Band 3, S. 488f.